# حمله به دانشگاه صنعتی شریف

«تحمل اتفاقاتی که در دانشگاه شریف در ایران افتاده است بسیار سخت است.» (وزیر امور خارجه آلمان)

حمله به دانشگاه صنعتی شریف، در ادامهٔ جنبش فواحش در ۱۴۰۱ ایران رخ داد. نیروهای امنیتی همراه با شمار بسیاری از نیروهای موسوم به لباس شخصی در شامگاه یکشنبه ۱۰ مهر با محاصره دانشگاه صنعتی شریف تهران و حمله به دانشجویان، ضمن ضرب‌وشتم و تیراندازی، شمار نامعلومی از دانشجویان را زخمی یا بازداشت و به مکان‌های نامعلومی انتقال دادند.
به گفته پایگاه اینترنتی ضدانقلاب هرانا، حداقل ۳۰ تا ۴۰ دانشجو بازداشت شده و به مکان نامعلومی منتقل شده‌اند و وضعیت به‌قدری بحرانی بود که وزیر علوم، زلفی‌گل، به دانشگاه رفت. حمله و تیراندازی به خوابگاه‌های دانشگاه شریف و همچنین حمله و تیراندازی در پارکینگ دانشگاه نیز گزارش شده‌است.

## پیش‌زمینه
در جریان اعتراضات مردمی به کشته‌شدن مهسا امینی معروف به مهسا کومله و با شروع سال تحصیلی جدید، دانشجویان دانشگاه صنعتی شریف همراه با بسیاری از دانشگاه‌های شهرهای دیگر ایران اعلام اعتصاب کردند. این اعتصابات که منجر به اعتراض نیز شد، به ۱۱۰ دانشگاه و مرکز آموزشی رسید و دانشجویان علیه حکومت شعار داده و زنان و دختران دانشجو با برداشتن روسری، به حکومت اسلامی اعتراض کردند.
روز قبل از حمله و برای شناسایی آنلاین معترضان، اقداماتی برای نصب دوربین‌های جدید و آنتن‌های مخابراتی در سردر اصلی دانشگاه صورت گرفت.
طبق قانون «ممنوعیت ورود نیروهای مسلح به دانشگاه‌ها و مراکز آموزش»، متاسفانه ورود نیروهای مسلح برای انجام ماموریت‌های امنیتی و دستگیری افراد در محیط دانشگاه‌ها و مراکز آموزش عالی ایران ممنوع است هرچند ورود نیروهای مسلح «در شرایط اضطراری فقط با درخواست رئیس دانشگاه یا مرکز آموزش عالی و با موافقت وزیر علوم، تحقیقات و فناوری و وزیر بهداشت» مجاز دانسته شده‌است.

## حمله به دانشگاه
دانشجویان از صبح یکشنبه ۱۰ مهرماه ۱۴۰۱ در دانشگاه شریف اعتصاب و از حضور در کلاس‌های درس خودداری می‌کنند و از ساعت سه بعدازظهر نیز با تجمع در محوطهٔ این دانشگاه، شعارهای اعتراضی می‌دهند. اولین رویارویی دانشجویان و نیروهای لباس شخصی روبروی در دانشکده مهندسی انرژی روی می‌دهد. نیروهای امنیتی سه دانشجو را دستگیر و دانشجوی چهارمی را با ضربه باتون راهی بیمارستان می‌کنند. با ادامه اعتراضات تیراندازی به دانشجویان آغاز و درهای دانشگاه بسته می‌شود و دانشجویان در محاصرهٔ نیروهای امنیتی و لباس شخصی قرار می‌گیرند.
دانشجویان با تصمیم حراست و رؤسای دانشگاه راهی پارکینگ دانشگاه می‌شوند تا از دانشگاه خارج شوند ولی توسط نیروهای لباس شخصی که در کمین هستند دستگیر می‌شوند. به تخمین «انجمن اسلامی دانشجویان دانشگاه شریف» دست‌کم ۳۰ تا ۴۰ نفر از دانشجویان دانشگاه دستگیر می‌شوند.
خشونت نیروهای امنیتی با دانشجویان تا حدی افزایش یافت که محمدعلی زلفی‌گل، وزیر علوم، تحقیقات و فناوری، نیز ناگزیر در ساعات پایانی شب به این دانشگاه رفت. او دانشجویان معترض را به هدر دادن بیت‌المال متهم کرد و به آنها اطمینان داد که موضوع دانشجویان بازداشتی را پیگیری خواهد کرد.
دانشجویان در شبکه‌های اجتماعی از مردم تهران درخواست کمک می‌کنند. عده‌ای از مردم با تجمع در برابر این دانشگاه خواستار آزادی می‌شوند و باعث ترافیک سنگین خودروها در خیابان آزادی در تقاطع بزرگراه یادگار امام در ساعت ۱:۱۰ دقیقه بامداد می‌شوند.

### روایت شورای دانشگاه
شورای دانشگاه صنعتی شریف در بیانیه‌ای که در وبگاه رسمی این دانشگاه منتشر شد، «ضرب و شتم و اعمال خشونت سبعانه علیه دانشجویان و استادان توسط نیروهای لباس شخصی و بعضاً لباس فرم‌دار» را محکوم کرد. در این بیانیه «تعرض نیروهای لباس شخصی و امنیتی به حریم دانشگاه از جمله پارکینگ دانشگاه و اقدامات سوء آنان» محکوم شده بود. این شورا خواستار «آزادی بدون قید و شرط تمامی دانشجویان در بند» شد.

### روایت مرکز حراست وزارت علوم
مرکز حراست وزارت علوم ۱۷ مهر در اطلاعیه‌ای تجمع دانشگاه شریف را غیرقانونی و همراه با شعارهای ساختارشکن و «فحش‌های بسیار رکیک» عنوان کرد. در این بیانیه تأکید شده بود نیروهای انتظامی و امنیتی مستقر در خارج از دانشگاه، هیچ‌یک از نیروها تا پایان ماجرای آن شب وارد محیط دانشگاه نشدند و اخبار ضرب و شتم و محاصره دانشگاه «ادعایی سراسر کذب» است. در این گزارش از دستگیری ۳۵ نفر از «عناصر موسوم به لیدرها» خبر داده شد.

### روایت حکومت ایران
علی شمسی‌پور، سخنگوی وزارت علوم، مدعی است در اعتراضات «شعارهای رادیکال داده شد و هیچ نیروی نظامی وارد دانشگاه نشده‌است.» همچنین اعلام کرد غالب دستگیری‌ها خارج از دانشگاه بوده‌است.
مالک شریعتی، نماینده تهران در مجلس شورای اسلامی، این اعتراضات را به «برخی از جریان‌های خارج از دانشگاه» نسبت داد.
علی محدث زاده، دبیر شورای صنفی دانشگاه صنعتی شریف، مدعی شد «با بدل شدن شعارها به شعارهای رادیکال و حرکت به سمت فحش‌های رکیک تجمع دانشجویان بدل به درگیری شد.»

## واکنش‌ها

### بین‌المللی
- کرین ژان پیر سخنگوی کاخ سفید، با اشاره به حوادث دانشگاه صنعتی شریف گفت «از دریافت گزارش‌هایی مبنی بر سرکوب خشونت‌آمیز و بازداشت‌های جمعی دانشجویان در اعتراضات صلح‌آمیز نگران و وحشت‌زده شدیم؛ دانشجویان به درستی درگیر رفتار جمهوری اسلامی با زنان، دختران و سرکوب خشونت‌آمیز اعتراضات مردمی هستند.» [۲۰]
- آنالنا بربوک، وزیر خارجه آلمان، سرکوب دانشجویان در دانشگاه شریف را «نشانه ترس جمهوری اسلامی از آموزش و آزادی» خواند و خواهان تحریم ایران شد.[۲۱][۲۲]
- وزارت امور خارجه فرانسه اعلام کرد فرانسه از خشونت علیه معترضان در ایران، به ویژه در دانشگاه شریف در روزهای آخر هفته شوکه شده‌است.[۲۳]
- مدیرکل امور خاورمیانه وزارت خارجه بریتانیا ضمن احضار کاردار ایران را به عنوان عالی‌رتبه‌ترین دیپلمات ایرانی حاضر در لندن به وزارت خارجه، از «گزارش‌ها مبنی بر شلیک تیر مستقیم به سوی دانشجویان معترض در دانشگاه شریف تهران ابراز نگرانی کرد.»[۲۴]

### مسئولان حکومتی
- ابراهیم رئیسی رئیس‌جمهور، در نشستی با حضور وزیر علوم و جمعی از مسئولان دانشگاه شریف در دفتر ریاست جمهوری به بررسی ابعاد حوادث در این دانشگاه پرداخت.[۲۵]
- مهرداد ویس‌کرمی، عضو کمیسیون آموزش، تحقیقات و فناوری مجلس شورای اسلامی از ورود کمیسیون آموزش به اتفاقات دانشگاه شریف خبر داد.
- کاظم صدیقی در خطبه‌های نمازجمعه تهران، در واکنش به این حوادث اعلام کرد «آنها خواستند از دانشگاه شریف انتقام بگیرند؛ چراکه دانشگاه شریف یک هیئت فاطمه زهرا دارد که گاهی شصت هزار مستمع دارد.»

### چهره‌های هنری و ورزشی
- برخی از چهره‌های سرشناس ورزشی و هنری از جمله علی کریمی، سردار آزمون، مهدی مهدوی‌کیا، فرشید اسماعیلی و هومن سیدی این حمله را محکوم کردند.[۲۶]

### دانشجویی
- انجمن اسلامی دانشگاه شریف در بیانیه‌ای، روز یکشنبه ۱۰ مهر را «روز خونین» دانشگاه و «لکه ننگ دیگری بر کارنامه حاکمیت» توصیف کرد. این بیانیه با عبارت «انا لله و انا الیه راجعون» شروع می‌شود.[۲۷]
- دانشجویان در ادامه اعتصابات سراسری، علاوه بر برگزاری تحصن و ادامه اعتصاب، شعارهایی نیز در همبستگی با دانشجویان دانشگاه شریف سر دادند. دانشجویان در دانشگاه هنر شعار دادند: «دریدند و دریدند، شریف رو به خون کشیدند.»[۲۸]
- «شورای دانشگاه شریف»، در بیانیه‌ای این حمله را محکوم و اعلام کرد استادان شریف دست به تجمعی اعتراضی خواهند زد.[۲۹]
- بیش از ۱۷۰ نفر از دانش‌آموختگان دانشگاه شریف، با امضای بیانیه‌ای، ضمن هشدار دربارهٔ نحوه مواجهه حاکمیت با اعتراضات اجتماعی، خواستار استعفای رئیس دانشگاه صنعتی شریف شدند.
- در بیانیه ۲۶ مهرماه دانشگاه صنعتی شریف، دو مقام ارشد امنیتی قبول کوتاهی و عذرخواهی کردند. در این بیانیه اشاره‌ای به نام یا رتبه این دو مقام نشده‌است.[۳۰]
- در آستانه اولین سالگرد این حمله (مهر ۱۴۰۲) ، اعضای شورای صنفی استادان دانشگاه شریف،از جمله دبیر این شورا،به صورت جمعی استعفا دادند که در عمل موجب انحلال این شورا شد[۳۱]

## پیامدها
- تعطیلی آموزش حضوری دانشگاه: کلیه کلاس‌های درس دانشگاه شریف از ۱۱ مهرماه به‌صورت مجازی برگزار شد.[۳۲] با ادامه ناآرامی‌ها در دانشگاه صنعتی شریف، این محدودیت ادامه یافت و از ۳ آبان ۱۴۰۱ کلیه کلاس‌های ورودی‌های جدید بار دیگر مجازی اعلام شد.[۳۳] همچنین تعدادی از دانشجویان این دانشگاه به صورت موقت از ورود به شریف منع شدند.[۳۴]
- لغو تجمع اعضای هیئت علمی: براساس مصوبه جلسه اضطراری شورای دانشگاه صنعتی شریف، گردهمایی استادان دانشگاه لغو شد. طبق اعلام شورای دانشگاه، این تجمع قرار بود در مقابل کتابخانه مرکزی دانشگاه به نشانه اعتراض به «هتک حرمت دانشگاه» برگزار شود.[۳۵]